# Tinospora crispa
Tinospora crispa är en tvåhjärtbladig växtart som först beskrevs av Carl von Linné, och fick sitt nu gällande namn av John Miers, Joseph Dalton Hooker och Thoms.. Tinospora crispa ingår i släktet Tinospora och familjen Menispermaceae. Inga underarter finns listade i Catalogue of Life.